# Villeton
Villeton é uma comuna francesa na região administrativa da Nova Aquitânia, no departamento Lot-et-Garonne. Estende-se por uma área de 10,22 km². Em 2010 a comuna tinha 463 habitantes (densidade: 45,3 hab./km²).